# Dambelin
Dambelin är en kommun i departementet Doubs i regionen Bourgogne-Franche-Comté i östra Frankrike. Kommunen ligger i kantonen Pont-de-Roide som tillhör arrondissementet Montbéliard. År 2022 hade Dambelin 506 invånare.

## Befolkningsutveckling
Antalet invånare i kommunen Dambelin
Referens:INSEE